# Cantharidinae
Cantharidinae Gray, 1857 è una sottofamiglia  di molluschi gasteropodi della sottoclasse Vetigastropoda.

## Descrizione
Questa sottofamiglia, solitamente associata a coste rocciose poco profonde, alghe e fanerogame marine, vive principalmente in acque sub-tropicali o temperate ed è diffusa dalle regioni dell'Indo-Pacifico centrale e occidentale al Mar Mediterraneo e all'Oceano Atlantico orientale. Tale distribuzione suggerisce un'origine Tetidiana del gruppo. Sia i dati molecolari che le prove fossili dei generi esistenti implicano che le Cantharidinae si siano diversificate per la prima volta nel tardo Cretaceo. L'origine del clade del bacino del Mediterraneo e dell'Atlantico nord-orientale risale a circa 47 Ma, la sua diversificazione in lignaggi principali, ovvero Phorcus, Jujubinus e vari cladi di Gibbula è stata datata tra 38 e 28 Ma, mentre la maggior parte della diversificazione principale all'interno di ciascuna i generi è iniziato nel Miocene medio a circa 14 Ma e di nuovo nel Pliocene a circa 5 Ma.

## Tassonomia
Lo studio molecolare di Suzanne T. Williams et al. (2008, 2010) ha portato a modifiche della sistematica di questa sottofamiglia. Alcuni taxa della sottofamiglia Monodontinae Grey, 1857 (ad esempio, Oxystele Philippi, 1847 o Gibbula Risso, 1826) sono stati trasferiti alla Cantharidinae. La sottofamiglia Gibbulinae Stoliczka, 1868, spesso considerata sinonimo di Monodontinae, risultò essere sinonimo di Cantharidinae. Come risultato di questi cambiamenti, è stata aggiornata la precedente definizione di questa sottofamiglia basata sui caratteri morfologici. Attualmente la sottofamiglia conta 28 generi, di cui due estinti:
- Genere Agagus Jousseaume, 1894
- Genere Calliotrochus P. Fischer, 1879
- Genere Calthalotia Iredale, 1929
- Genere Cantharidoscops Galkin, 1955
- Genere Cantharidus Montfort, 1810
- Genere Clelandella Winckworth, 1932
- Genere Gibbula Risso, 1826
- Genere Iwakawatrochus  Kuroda & Habe, 1954
- Genere Jujubinus Monterosato, 1884
- Genere Kanekotrochus Habe, 1958
- Genere Komaitrochus Kuroda & Iw. Taki, 1958
- Genere Micrelenchus Finlay, 1926
- Genere Nanula Thiele, 1924
- Genere Odontotrochus P. Fischer, 1880
- Genere Oxystele Philippi, 1847
- Genere Pagodatrochus Herbert, 1989
- Genere  † Paroxystele  O. Schultz, 1970
- Genere Phasianotrochus P. Fischer, 1885
- Genere  † Phorculus  Cossmann, 1888
- Genere Phorcus Risso, 1826
- Genere Pictodiloma Habe, 1946
- Genere Priotrochus P. Fischer, 1879
- Genere Prothalotia Thiele, 1930
- Genere Pseudotalopia Habe, 1961
- Genere Roseaplagis Donald & Spencer, 2016
- Genere Steromphala  Gray, 1847
- Genere Thalotia Gray, 1847
- Genere Tosatrochus MacNeil, 1961